# Litteraturåret 1971

## Händelser

### Okänt datum
- Tecknare och fotografer får representation i Svenska författarefondens styrelse[1].
- Lars Forssell blir invald i Svenska Akademien.
- Bokförlaget 68 Publishers grundas i Toronto av det landsflyktiga, tjeckiska författarparet Josef Škvorecký och Zdena Salivarová.

## Priser och utmärkelser
- Nobelpriset – Pablo Neruda, Chile[2]
- ABF:s litteratur- & konststipendium – Lennart F Johansson, Thorstein Bergman
- Aftonbladets litteraturpris – Lars Norén
- Astrid Lindgren-priset – Hans Peterson
- Axel Hirschs pris – Henry Olsson
- Bellmanpriset – Johannes Edfelt
- BMF-plaketten – P.O. Enquist för Sekonden
- Carl Emil Englund-priset – Göran Sonnevi för Det måste gå
- De Nios Stora Pris – John Landquist
- Doblougska priset – Sivar Arnér, Sverige och Stein Mehren, Norge
- Elsa Thulins översättarpris – Per Erik Wahlund
- Landsbygdens författarstipendium – Gabriel Jönsson och Maj Larsson
- Litteraturfrämjandets stora pris – Birger Norman
- Litteraturfrämjandets stora romanpris – Hans O. Granlid
- Litteraturfrämjandets hederspris Guldskeppet – Anders Österling
- Litteraturfrämjandets stora romanpris – Hans O. Granlid
- Nils Holgersson-plaketten – Hans-Eric Hellberg
- Nordiska rådets litteraturpris – Thorkild Hansen, Danmark för romantrilogin Slavernes kyst, Slavernes skibe och Slavernes øer
- Schückska priset – Örjan Lindberger
- Signe Ekblad-Eldhs pris – Gunnar E. Sandgren
- Stig Carlson-priset – Tobias Berggren
- Svenska Akademiens stora pris – Astrid Lindgren
- Svenska Akademiens tolkningspris – Alan Blair
- Svenska Akademiens översättarpris – Björn Collinder
- Svenska Dagbladets litteraturpris – Gösta Friberg för Moder jord
- Sveriges Radios Lyrikpris – Helmer Grundström
- Tidningen Vi:s litteraturpris – Sonja Bergvall, Hans Björkegren, Britt G. Hallqvist, Olof Hoffsten och Karin de Laval
- Tollanderska priset – Tove Jansson
- Villa Massimo – Friedrich Christian Delius
- Östersunds-Postens litteraturpris – Stig Sjödin
- Övralidspriset – Ole Söderström

## Nya böcker

### A – G
- Ann-Sofi och den svarta katten av Ester Ringnér-Lundgren
- Antipodien av Artur Lundkvist
- Brännpunkt Prag av Olle Häger
- De långa lömska kiven av Gösta Gustaf-Janson
- Den blå dragonen. Självbiografiska berättelser av Jan Fridegård
- Dikter om ljus och mörker av Harry Martinson
- En kärleksroman av Per Gunnar Evander
- Ett spel om en väg som till himla bar av Olle Häger
- Gates to Asia av Jan Myrdal
- Granodlarna Wikmansson av Göran Tunström
- Guillaume Apollinaires fantastiska liv av Gunnar Harding
- Mitt mål av Janne Bergquist

### H – N
- Herr Gustafsson själv av Lars Gustafsson
- Hur skulle det vara om man vore Olof Palme? av Torgny Lindgren
- In i det kalla kriget av Olle Häger
- Julias hus och nattpappan av Maria Gripe
- Jättehemligt av Barbro Lindgren[3]
- Lyssnerskan av Tove Jansson
- Lögnhalsarna av Ivar Lo-Johansson
- Makten och ärligheten av Olle Häger
- Mina påhitt av Astrid Lindgren[4]
- Moder Jord av Gösta Friberg
- Mänskan djuren all naturen av Lars Gyllensten
- Nemesis av Agatha Christie
- Nu är det snart slut på hela härligheten av Olle Häger

### O – U
- Pippi går till sjöss av Astrid Lindgren[5]
- Pippi vill inte bli stor av Astrid Lindgren[5]
- På rymmen med Pippi Långstrump av Astrid Lindgren[5]
- Plats för Vanna av Annika Holm (debut)
- Rebellerna i Sverige av Torbjörn Säfve
- Sekonden av P.O. Enquist
- Sista dagen i Valle Hedmans liv av Per Gunnar Evander
- Skriftställning 3 av Jan Myrdal
- Statsrådets fall av Bo Balderson
- Systemet av Bosse Gustafson
- Tal om hjälp av Jan Myrdal
- Telegrammet från San José av Jan Mårtenson
- Tre skilling banco av Jan Mårtenson
- Tårgas & solrosor av Allen Ginsberg
- Ur min offentliga sektor av Lars Gyllensten

### V – Ö
- Visst kan Lotta cykla av Astrid Lindgren[5]
- Zahak av Sven Delblanc

## Födda
- 26 februari – Pauline Wolff, svensk författare.
- 24 mars – Albrecht Behmel, tysk författare, historiker och essäist.
- 11 april – Helena Östlund, svensk barnboksförfattare,
- 26 maj – Ivan O. Godfroid, belgisk författare.
- 30 juli – Sven Olov Karlsson, svensk författare.
- 8 oktober – Jerker Virdborg, svensk författare och kulturskribent.
- 3 december – Ann-Helén Laestadius, svensk-samisk journalist och författare.
- okänt datum – Patrik Godin, svensk författare.

## Avlidna
- 8 februari – Stig Carlson, 50, svensk författare.
- 1 mars – Clayton Rawson, 64, amerikansk deckarförfattare och illusionist.
- 2 april – Manfred B. Lee, 66, amerikansk författare, ena halvan av Ellery Queen.
- 4 juni – Georg Lukács, 86, ungersk filosof, författare och kritiker.
- 20 september – Giorgos Seferis, 71, grekisk författare, nobelpristagare 1963.
- 30 november – Aivva Uppström, 89, svensk författare.

### Fotnoter
1. ↑  Sverige 1900-talet – Från den lilla, lilla gumman till vilda bebin, NE, Bra Böcker, 2000
2. ↑  ”Nobelpriset i litteratur”. https://www.nobelprize.org/prizes/lists/all-nobel-prizes-in-literature/. Läst 20 mars 2011.
3. ↑  Gradvall, Nordström, Nordström, Rabe, Jan, Björn, Ulf, Anina. Tusen svenska klassiker. Norstedts Förlagsgrup. Läst 12
4. ↑  ”Astrid Lindgren”. http://www.astridlindgren.se/verken/bocker/textbocker?page=1. Läst 21 mars 2011.
5. 1 2 3 4  ”Astrid Lindgren”. http://www.astridlindgren.se/verken/bocker/bilderbocker. Läst 21 mars 2011.